# 警視庁行動科学課シリーズ
『警視庁行動科学課シリーズ』（けいしちょうこうどうかがくかシリーズ）は、六道慧による日本の推理小説のシリーズ。
不審死や迷宮入りした事件、事故などを科学的に解明すべく設けられた部署である警視庁行動科学課を舞台に2人の女性の幼馴染コンビの活躍を描くミステリーのシリーズである

## 主な登場人物
上條麗子
FBIで捜査の訓練を受けた刑事
一柳清香
日本で初めてME(メディカル・イグザミナー)の資格を取った特別検屍官

## シリーズ一覧
- 警視庁行動科学課（2015年5月 光文社文庫）
- 黒いプリンセス（2015年9月 光文社文庫）
- ブラックバイト（2015年11月 光文社文庫）
- スカラシップの罠（2016年4月 光文社文庫）
- ヤコブの梯子（2016年12月 光文社文庫）
- 殺人レゾネ（2017年1月 光文社文庫）